# Swen Enderlein
Swen Enderlein (* 18. Juli 1978 in Schlema; † 15. September 2004 in Kielce, Polen) war ein deutscher Endurosportler. Er war zweifacher Deutscher Meister und mehrfach Mitglied der deutschen Nationalmannschaft bei der Internationalen Sechstagefahrt.

## Karriere
Swen Enderlein begann 1995 mit ersten Fahrversuchen im Motocross auf einer 125-cm³-Kawasaki. Bei der Sachsenmeisterschaft belegte er den 26. Platz. 1996 nahm er regelmäßig an Motocross-Wettkämpfen in Sachsen und Thüringen auf einer KTM in der Klasse bis 125 cm³ teil. Auch 1997 war er mit einer solchen Maschine bei Motocross-Wettkämpfen unterwegs. Bei der Sachsenmeisterschaft erreichte er den sechsten Platz.
Auch 1998 war Enderlein auf einer 125er-KTM unterwegs. Obwohl er nur an drei von zehn Wettkämpfen der Sachsenmeisterschaft im Motocross teilnahm, wurde er am Ende Sechster in der Gesamtwertung. Er gewann zwei Läufe und wurde bei einem Zweiter. Im Deutschen Motocross-Regionalpokal erreichte er den fünften Platz. Bei Deutschen Motocross-Pokal wurde er Zehnter. 1999 wurde er Zweiter im Deutschen Motocross-Regionalpokal Nord-Ost. Bei Deutschen Motocross-Pokal erreichte er den 14. Gesamtrang. Mit der Mannschaft erreichte er den zweiten Platz in der Sächsischen Meisterschaft. Erstmals nahm Swen Enderlein auch an der Deutschen Motocross-Meisterschaft teil die er auf dem 31. Platz beendete.
Im Jahr 2000 begann Enderlein zusätzlich zum Motocross auch mit einer 300-cm³-Zweitakt-KTM Endurosport zu betreiben. Während er in der Deutschen Motocross-Meisterschaft den 21. Platz und im Motocross-Pokal den sechsten Platz erreichte, war er im Endurosport erfolgreicher. Er wurde Klassensieger in der Klasse über 175 cm³ bei der Sachsenmeisterschaft und im Deutschen Enduro-Pokal.
Deshalb wechselte Enderlein ab 2001 komplett zum Enduro. In der Deutschen Enduro-Meisterschaft wurde er hinter den Finnen Jani Laaksonen und Tuuka Saari Dritter in der Klasse über 175 cm³ sowie Fünfter im Enduro-Championat (Meister aller Klassen). In der Enduro-Europameisterschaft erreichte er den elften Platz. Im Herbst war er Mitglied der deutschen Junior-Trophy-Mannschaft bei der 76. Internationalen Sechstagefahrt im französischen Brive-la-Gaillarde.
2002 wurde ein noch erfolgreicheres Jahr. In der Deutschen Enduro-Meisterschaft wurde Enderlein Meister in der Klasse über 175 cm³. Außerdem wurde er Sachsenmeister und mit dem Team des ADAC Pfalz Mannschaftsmeister in der Deutschen Meisterschaft. Im Enduro-Championat erreicht er den dritten Platz hinter Anders Eriksson und Andreas Toresson. In der Europameisterschaft erreichte er den achten Platz und in der Enduro-Weltmeisterschaft Platz 20 in der Klasse bis 250 cm³. Auf Grund von Ausfällen im Team reichte es bei den 77. Six Days in Tschechien nur zu einem 18. Platz.
Im folgenden Jahr wurde Enderlein in der Deutschen Meisterschaft Zweiter in der Klasse über 175 cm³ hinter Sascha Eckert. Im Enduro-Championat erreichte er den dritten Rang hinter Eckert und Marcus Kehr. In der Europameisterschaft wurde er Sechster und in der Weltmeisterschaft 21. Seinen Titel bei der Sachsenmeisterschaft konnte er verteidigen. Mit dem deutschen Trophy-Team wurde er bei der 78. Internationalen Sechstagefahrt in Fortaleza (Brasilien) Sechster.
2004 wechselte Enderlein in die Klasse bis 500 cm³ Viertakt und wurde auf einer KTM Deutscher Meister sowie Vierter im Championat. In der Weltmeisterschaft fuhr er auf den 10. Rang. Erneut war er Mitglied der Trophy-Mannschaft bei der 79. Internationalen Sechstagefahrt in Kielce (Polen). Am dritten Fahrtag stürzte er unglücklich und verstarb noch an der Unfallstelle. Swen Enderlein wurde 26 Jahre alt.
Enderlein lebte in der erzgebirgischen Kleinstadt Zwönitz.

## Wichtigste Erfolge
Deutschen Enduro-Meister2002, 2004